# Verhaltener Abort
Verhaltener Abort (engl. missed abortion) bedeutet das (bis zu monatelange) Verbleiben einer bereits abgestorbenen Leibesfrucht im Uterus (Retention in utero). Es kann symptomlos ablaufen, gelegentlich können vorübergehende leichte Blutungen oder bräunlicher Ausfluss vorkommen. Oft wird eine solche Fehlgeburt erst bei routinemäßigen Ultraschalluntersuchungen als eine zu kleine Fruchtanlage ohne Vitalitätszeichen festgestellt.
Wenn die abgestorbene Leibesfrucht länger als 5 Wochen im Uterus verbleibt, kann es bei der Schwangeren zu schweren Gerinnungsstörungen durch Einschwemmung thromboplastisch wirksamen Materials kommen (Dead-fetus-Syndrom). (Zu Therapie-Optionen siehe detaillierter auch: Artikel „Fehlgeburt“, Abschnitt „Missed_Abortion – verhaltener Abort“.)